# Улица Артамонова (Москва)
У́лица Артамо́нова — улица в Западном административном округе города Москвы на территории района Фили-Давыдково (124-й квартал Кунцева). Соединяет Кременчугскую улицу и Аминьевское шоссе. Нумерация домов начинается от Кременчугской улицы.

## Происхождение названия
Названа 9 мая 1961 года в честь А. А. Артамонова (1916—1941) — лётчика-испытателя, Героя Советского Союза, участника воздушных боёв под Москвой. За первый месяц войны совершил 37 боевых вылетов. Погиб, таранив самолёт врага.

## Здания и сооружения
У всех предприятий почтовый индекс: 121357

По чётной стороне:
| Дом | Название                 | Тип заведения                          | Телефон |
| --- | ------------------------ | -------------------------------------- | ------- |
| 2   | Школа № 79               | ГОУ СОШ № 79                           | -       |
| 6   | Детская Поликлиника № 89 | Учреждение здравоохранения             |         |
| 6к2 | ТЦСО "Фили-Давыдково"    | Учреждение социальной защиты населения | -       |

- Улица Артамонова
- Детская поликлиника № 89 в солнечных лучах
- Детская поликлиника № 89
- Улица Артамонова

## Транспорт

### Автобусные маршруты
По улице ходят автобусы:
- № 77  Славянский бульвар — Матвеевское
- № 104  Филёвский парк —  Рабочий Посёлок
- № 732 Крылатское —  Славянский бульвар

Автобусные остановки:
По нечётной стороне:
- Детская поликлиника (77)
- Ул. Артамонова (77)

По чётной стороне:
- Интернат (77, 104, 732)
- Детская поликлиника (77, 104, 732)
- Ул. Артамонова (77, 104, 732)

### Ближайшие станции метро
- «Давыдково» ― станция Большой кольцевой линии
- Кунцевская ― наземный кросс-платформенный узел Арбатско-Покровской и Филёвской линий.
- Кунцевская ― станция Большой кольцевой линии.

- «Славянский бульвар» ― станция Арбатско-Покровской линии